# Лаптєв Іван Дмитрович
Іван Дмитрович Лаптєв (15 жовтня 1934, село Сладке Крутинського району, тепер Омської області, Російська Федерація — радянський і російський діяч, журналіст, головний редактор газети «Известия», голова Ради Союзу Верховної Ради СРСР, голова Державного комітету Російської Федерації із друку. Кандидат у члени ЦК КПРС у 1986—1990 роках. Депутат Верховної Ради СРСР 11-го скликання. Народний депутат СРСР у 1989—1991 роках. Доктор філософських наук (1981).

## Життєпис
Народився в селянській родині. Закінчив школу зі срібною медаллю. У 1952 році закінчив ремісниче училище.
З 1952 року — кочегар, кранівник портових кранів, механік, екскаваторник Омського річкового порту.
У 1960 році закінчив Сибірський автомобільно-дорожній інститут імені Куйбишева.
Член КПРС з 1960 року.
У 1960—1961 роках — викладач Сибірського автомобільно-дорожнього інституту імені Куйбишева.
У 1961—1964 роках — інструктор в Центральному спортивному клубі армії (ЦСКА). Чемпіон СРСР з велоспорту (в гонці за лідером).
У 1964—1967 роках — літературний співробітник, спеціальний кореспондент газети «Советская Россия». У 1967—1973 роках — консультант відділу партійного життя журналу «Коммунист».
У 1973 році закінчив Академію суспільних наук при ЦК КПРС.
У 1973—1978 роках — лектор, консультант відділу пропаганди і агітації ЦК КПРС.
У 1978—1982 роках — член редакційної колегії, редактор по відділу, у 1982—1984 роках — заступник головного редактора газети «Правда».
У квітні 1984 — квітні 1990 року — головний редактор газети «Известия».
З лютого 1990 року — голова Спілки журналістів СРСР.
3 квітня 1990 — 21 жовтня 1991 року — голова Ради Союзу Верховної Ради СРСР.
Був одним із засновників Руху демократичних реформ, у 1991 році — співголова Ради Російського руху демократичних реформ.
У 1991—1994 роках — генеральний директор господарського об'єднання «Известия».
З 5 грудня 1994 по 25 липня 1995 року — заступник голови, з 25 липня 1995 року по 5 жовтня 1999 року — голова Комітету (з 14 серпня 1996 року — Державного комітету) Російської Федерації із друку.
З 1993 року — президент Асоціації головних редакторів і видавців. Обирався головою Центрального правління товариства радянсько-австрійської дружби, головою радянсько-бельгійської секції Парламентської групи СРСР, секретарем Парламентської групи СРСР, заступником голови правління Спілки журналістів СРСР, головою Центральної ради Всесоюзного добровільного товариства боротьби за тверезість.

## Нагороди і звання
- орден Жовтневої Революції
- орден Трудового Червоного Прапора
- Почесна грамота Кабінету міністрів Російської Федерації (15.07.1999)
- медалі